# Anand Abhyankar
Anand Abhyankar (Marata: आनंद अभ्यंकर) (2 de junho de 1963 - 23 de dezembro de 2012) foi um ator indiano. Atuou na Televisão, no teatro e em filmes de Bollywood.